# Fisktjärnen (Ovanåkers socken, Hälsingland)
Fisktjärnen är en sjö i Ovanåkers kommun i Hälsingland och ingår i Ljusnans huvudavrinningsområde. Sjön har en area på 0,155 kvadratkilometer och ligger 253,2 meter över havet.

## Delavrinningsområde
Fisktjärnen ingår i det delavrinningsområde (681544-149309) som SMHI kallar för Utloppet av Fullen. Medelhöjden är 259 meter över havet och ytan är 19,49 kvadratkilometer. Räknas de 9 avrinningsområdena uppströms in blir den ackumulerade arean 98,93 kvadratkilometer. Ullångsån (Kyaån) som avvattnar avrinningsområdet har biflödesordning 3, vilket innebär att vattnet flödar genom totalt 3 vattendrag innan det når havet efter 102 kilometer. Avrinningsområdet består mestadels av skog (79 procent). Avrinningsområdet har 1,27 kvadratkilometer vattenytor vilket ger det en sjöprocent på 6,5 procent.